# هارالد رينغستورف

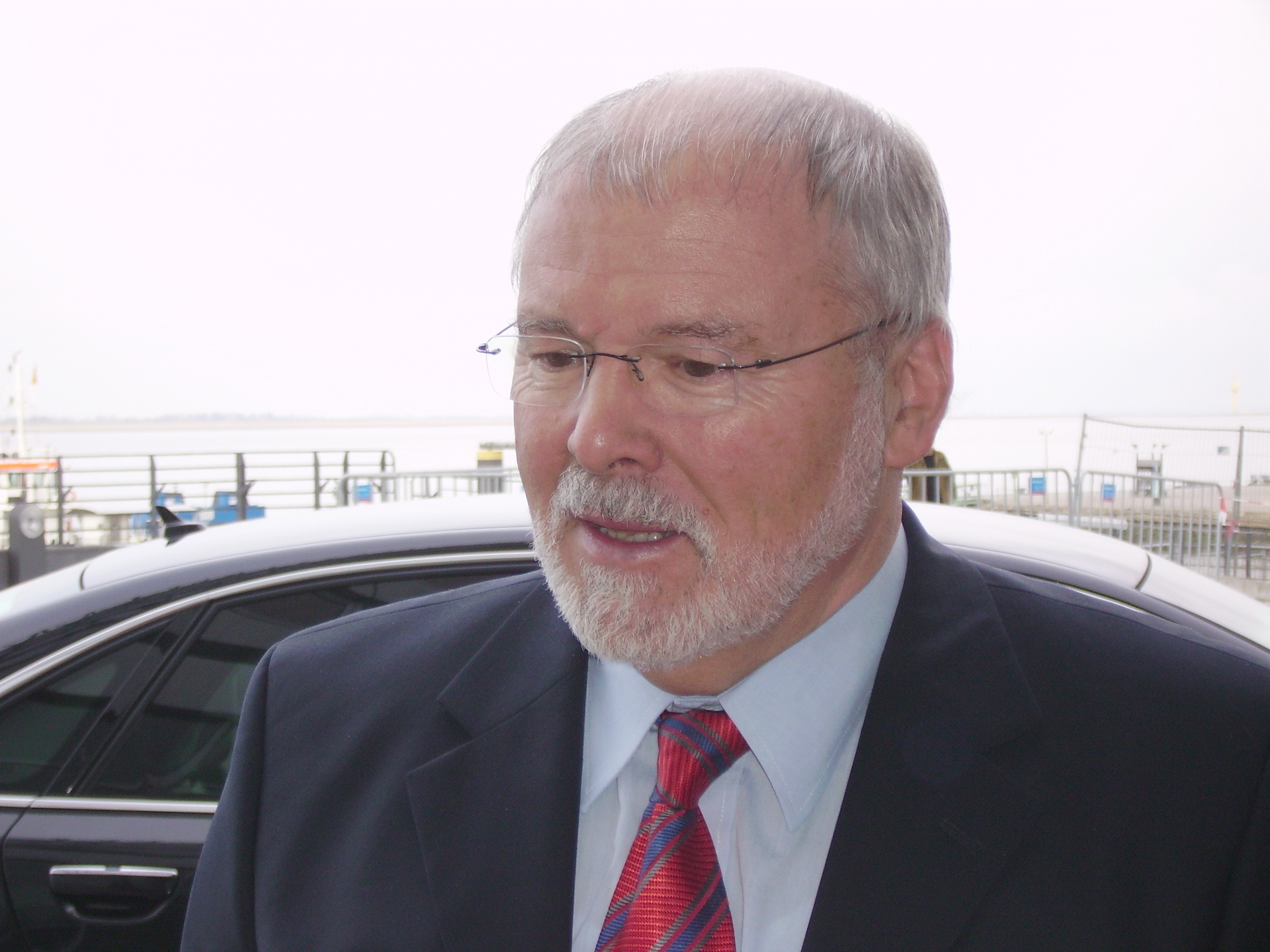
هارالد رينغستورف في أبريل 2008

هارالد رينغستورف (بالألمانية: Harald Ringstorff) (مواليد 25 سبتمبر 1939 في فيتنبورغ - 19 نوفمبر 2020 شفيرين) هو سياسي ألماني ينتمي إلى الحزب الديمقراطي الاجتماعي الألماني (SPD) شغل في الفترة من 3 نوفمبر 1998 إلى 6 أكتوبر 2008 منصب رئيس وزراء ولاية مكلنبورغ فوربومرن. كما كان الرئيس الحادي والستين للبوندسرات من 1 نوفمبر 2006 إلى 31 أكتوبر 2007.

## روابط خارجية
- هارالد رينغستورف على موقع مونزينجر (الألمانية)